# Elena Densușianu-Pușcariu
Elena Densușianu-Pușcariu (n. 3 martie 1875, Făgăraș, județul Brașov – d. 1966) a fost un medic oftalmolog, șef al Clinicii de Oftalmologie de la Spitalul „Sfântul Spiridon” din Iași și profesor la Facultatea de Medicină din Iași. Elena Densușianu-Pușcariu a fost prima femeie medic din România, prima femeie profesor universitar în domeniul medical din România și prima femeie profesor de oftalmologie din lume.

## Biografie
Elena Densușianu-Pușcariu a fost fiica lui Aron Densușianu, filolog, profesor la Universitatea din Iași, și a scriitoarei Elena Circa, și sora lui Ovid Densușianu. A urmat cursurile secundare la Liceul „Principatele Unite” din Iași după care s-a înscris la Facultatea de Medicină din Iași, susținând teza de doctorat în 1899 și devenind astfel prima femeie doctor în medicina din România. După o perioadă de specializare în anatomo-patologie la Paris se întoarce în țară și ocupă funcțiile de preparator la Laboratorul de Anatomie Patologică al Facultății de Medicină din București, medic secundar al Eforiei, medic secundar al Spitalului „Sf. Spiridon” din Iași, docent in oftalmologie al Facultăților de Medicină din Iași și București, șef de clinică la „Clinica Oftalmologică” și, din 1920, șef al Clinicii de Oftalmologie din Iași și profesor la Facultatea de Medicină.
A  crescut numărul de paturi, saloane, laboratoare, săli de operație, a creat un important material iconografic, cameră de mulaje (realizate după cazuri din clinică), cameră obscură, având o activitate deosebită, în primii 10 ani în clinică practicându-se peste 2.500 de intervenții.
Elena Densușianu-Pușcariu a fost căsătorită cu Emil Pușcariu, profesor de histologie la Facultatea de Medicină din Iași, creator al Institutului antirabic din Iași, politician și artist plastic. Elena Densușianu-Pușcariu a fost membră a Societăților de Oftalmologie din Anglia, Franța și Italia și președinte al Societății de Medici și Naturaliști din Iași. A avut și preocupări artistice, fiind și scriitoare, artist plastic și traducătoare.